# شهرستان اولدهام (کنتاکی)
شهرستان اولدهام، کنتاکی (به انگلیسی: Oldham County, Kentucky) یک سکونتگاه مسکونی در ایالات متحده آمریکا است که در کنتاکی واقع شده‌است.